# Bill Cipher
Bill Cipher (Bill Clave en Hispanoamérica) es un personaje y el principal antagonista de la franquicia Gravity Falls de Disney Channel. La voz del personaje la pone el creador del programa, Alex Hirsch. Es un «demonio de los sueños» que puede ser invocado y liberado en la mente de cualquiera. Bill aparece por primera vez en «Dream Escapers》. Sin embargo, se esconden muchas referencias a él entre bastidores de los episodios y al final del estreno de la serie. También es un personaje recurrente en el libro «Gravity Falls: Journal 3».
El 23 de julio de 2024, Alex Hirsch publicó una novela titulada «The Book of Bill». A diferencia de la serie original, esta novela se comercializó como «el primer libro adulto de Gravity Falls», que contenía humor ácido y violencia.

## Trasfondo
Los fans especulan con que el nombre de Bill Cipher es un juego de palabras con las claves de Beale (o las claves en general, teniendo en cuenta su importancia en la serie) o una referencia al Ojo de la Providencia que aparece en el reverso del billete de un dólar estadounidense. El director de cine David Lynch fue invitado a poner voz a Bill, ya que Gravity Falls estaba muy inspirada en la serie de Lynch Twin Peaks. Sin embargo, Lynch rechazó la oferta. Hirsch pone voz al personaje con lo que él llama una «mala impresión» de Lynch.
En su forma estándar, Bill Cipher se parece a un doritos amarillo tuerto, con brazos y piernas delgados y negros, que lleva sombrero de copa y pajarita, y a menudo lleva bastón. Sin embargo, su forma se muestra maleable en la serie, ya que cambia de aspecto aparentemente a voluntad o dependiendo de su estado de ánimo.

## Papel enGravity Falls
Bill Cipher es uno de los principales antagonistas de Gravity Falls. Se le presenta como una persona inteligente y centrada en conseguir lo que quiere, sin importarle mucho los sentimientos de los demás y manipulándolos a su antojo. Su principal objetivo a lo largo de la serie es liberarse del «Mindscape» y provocar un apocalipsi que él llama «Weirdmageddon». A lo largo de la serie, los protagonistas Dipper y Mabel Pines siempre frustran sus intentos de alcanzar sus objetivos. Sin embargo, Mabel le ayuda involuntariamente a provocar el Weirdmageddon con sus acciones en el episodio de la segunda temporada, «Dipper y Mabel contra el futuro».

## Recepción
La crueldad de Bill Cipher y su voluntad de hacer sufrir a los demás para divertirse fueron consideradas una de las mayores fortalezas del personaje, y le valieron elogios del personaje y de la serie por parte de los espectadores, que lo señalaron como uno de los mejores villanos de Disney Channel. En 2022, The Mary Sue describió a Bill Cipher como uno de los Sexymen «más sexys» de Tumblr, escribiendo que la naturaleza «confusa y espeluznante» de Bill lo hacía atractivo para los fanáticos de Gravity Falls.
El análisis crítico de Ars Technica sobre Bill le atribuyó la manifestación del miedo a lo desconocido, y la periodista Cassandra Khaw observó a Bill como una de las encarnaciones más prominentes del miedo en Gravity Falls. Khaw incluso utiliza la relación de Bill con el miedo a lo desconocido como el ejemplo más destacado de que el miedo es un tema central de Gravity Falls. Parte de la intriga de Bill para los fans provenía de su misteriosa presencia; tiene una aparición especial en cada episodio de la serie al final de los créditos, además de muchas más en escenas rápidas de los episodios, como aparecer en el reverso de las cartas de un pergamino en un episodio.

## El libro de Bill
La novela centrada en Bill Cipher, «The Book of Bill», alcanzó el número uno de la lista de libros más vendidos del The New York Times en la semana del 11 de agosto de 2024, en la categoría de «Consejos, instrucciones y varios». The Book of Bill también ocupó el segundo puesto en la lista de los libros más vendidos de Amazon y el primero en la lista de los libros más vendidos de Amazon poco después de su publicación.

## En otros medios
Bill Cipher apareció en el episodio «Bart está en la cárcel» de Los Simpson, en el que Alex Hirsch retoma el papel. En el vídeo musical de la canción de Jack Ü «Where Are Ü Now», Bill Cipher aparece dibujado en un fotograma en el minuto 1:52.